# Pristine Audio
Pristine Audio fue fundada en 2002 por Andrew Rose, por entonces ingeniero de sonido de la BBC Radio, como un negocio de restauración y transferencia de audio.
Tras reubicarse, desde el Reino Unido a Francia en 2004, la compañía comenzó a concentrarse en la restauración y remasterización de grabaciones históricas de música clásica.  En febrero de 2005 lanzó en línea Pristine Audio Direct, para convertirse más tarde en PristineClassical.com, ofreciendo descargas de música clásica tanto de las grabaciones remasterizadas de Pristine como de otras compañías de grabación. 
Pristine Audio obtuvo una inesperada atención mundial durante el escándalo de Joyce Hatto en febrero de 2007, después de que se le pidiera investigar y verificar grabaciones de Hatto que se consideraban sospechosas por la revista Gramophone.